# Phénazone
La phénazone est un analgésique et un antipyrétique.

## Découverte
La phénazone, ou antipyrine, fut créée en 1883 par Ludwig Knorr comme substitut de la quinine (d'ailleurs Knorr rattacha de manière erronée l'antipyrine à la famille chimique de la quinine). Knorr soumit sa découverte au Pr Wilhelm Filehne de l'Université d'Erlangen, qui confirma ses propriétés antipyrétiques ; l'Antipyrine fut utilisée en thérapeutique dès 1884. Dès 1885, on remarqua son action antalgique dans les cas de rhumatisme articulaire aigu ; en 1887, le British Medical Journal rapportait son action apaisante sur les maux de tête. Sa renommée fut établie à la suite de son large usage lors de l'épidémie de grippe qui affecta l'Europe en 1889. Ce fut le premier médicament de synthèse (si l'on excepte le Kairin, dont elle découle, qui ne fut guère utilisé à cause de sa toxicité). L'Antipyrine connut un succès immédiat, notamment aux États-Unis. L’Antipyrine demeura le médicament le plus utilisé au monde jusqu'à ce que l'aspirine la détrône dans les premières années du vingtième siècle. Knorr avait déposé un brevet sur l'Antipyrine - ce qui dérogeait aux usages de l'époque - et il avait négocié une licence à un modeste producteur de colorant, Farbwerke Meister, Lucius und Brüning qui deviendra la firme Hoechst...
Un analogue structurel de la phénazone, l'amidopyrine, présente des propriétés antipyrétiques supérieures à la phénazone : Hoechst commercialisa le médicament Pyramidon de 1896 à 1934, date à laquelle il fut retiré du marché à la suite des cas de granulocytopénie dont il était la cause.

## Principaux sels ou dérivés
Salicylate de phénazone, thymonucléate de phénazone, propyphénazone, phénazone iodée, gentisate de phénazone.

## Classes Chimiques
- Pyrazole
- Pyrazolinone

## Propriétés pharmacologiques
- Analgésique
- Antipyrétique
- Antiinflammatoire (AINS)

## Mécanismes d'action
Action analgésique périphérique et action antipyrétique de type aspirine. Inhibition de la synthèse des prostaglandines et de la libération de la bradykinine. 

## Effets secondaires
- Réaction allergique (allergie aux pyrazolones)
- Nausées
- Crises convulsives
- Agranulocytose
- Anémie hémolytique
- Érythème
- Urticaire
- Kératoconjonctivite
- Diminution de l'acuité visuelle
- Coloration brun-rouge de l'urine

## Voies d'administration
- Orale
- Auriculaire